# Ella Eyre
Ella McMahon, mer känd under artistnamnet Ella Eyre, född 1 april 1994 i London, är en engelsk sångerska som är signad till Virgin EMI Records. Hon är mest känd för sina samarbeten med Rudimental och deras singel "Waiting All Night" (2013). Hon vann Brit Awards 2014.

## Diskografi

### Solo
Studioalbum
- 2015 – Feline

EP
- 2013 – Deeper
- 2014 – Comeback
- 2014 – Comeback – remix EP
- 2015 – Ella Eyre EP

Singlar
- 2013 – "Deeper"
- 2014 – "Comeback"
- 2014 – "If I Go"
- 2015 – "Together"
- 2015 – "Good Times"
- 2015 – "Swing Low, Sweet Chariot"
- 2020 – "New Me"

### Samarbeten
- 2013 – "Waiting All Night" (Rudimental & Ella Eyre)
- 2013 – Think About It (Naughty Boy med Ella Eyre & Wiz Khalifa)
- 2015 – Gravity (Remixes) (DJ Fresh & Ella Eyre)
- 2017 – "Came Here For Love" (Sigala & Ella Eyre)
- 2017 – "Ego" (Ella Eyre med Ty Dolla $ign)
- 2018 – "Just Got Paid (M-22 Remix)" (Sigala, Ella Eyre & Meghan Trainor med French Montana)
- 2018 – "Answerphone" (Banx & Ranx & Ella Eyre med Yxng Bane)
- 2019 – "Just Got Paid" (Ella Eyre med Sigala, Meghan Trainor & French Montana)
- 2019 – "Mama" (Ella Eyre med Banx & Ranx & Kiana Ledé)